# Marcus Pomponius (vlootcommandant)
Marcus Pomponius voerde de vloot van Gaius Iulius Caesar aan in de slag bij Messana, waarvan het grootste deel werd verbrand in 48 v.Chr. door Gaius Cassius Longinus (Caes., B. C. III 101.).

## Referentie
- W. Smith, art. Pomponius (13), in W. Smith (ed), A dictionary of Greek and Roman biography and mytholog, Londen, 1873, p. 494.